# 上岩川
上岩川（かみいわかわ）は、秋田県山本郡三種町の大字。郵便番号018-2101。本項では同地域にかつて存在した上岩川村（かみいわかわむら）についても記す。

## 地理
三種町南東部に位置する。西で鯉川・鹿渡、北で下岩川、東で能代市二ツ井町濁川および上小阿仁村大林・南沢、南で天瀬川および南秋田郡五城目町内川浅見内と隣接する。秋田県道4号能代五城目線が南北に縦断、秋田県道37号琴丘上小阿仁線が東西に横断し、秋田県道314号濁川上岩川線が北東に分岐する。

### 山岳
- 房住山
- 高杉山

### 河川
- 三種川

### 小字
- 小出・柏木岱・大又口・小又口・落合・塚ノ岱
- 勝平・西又沢・茨島・梨ノ木岱
- 新屋敷・才ノ神・羽立・小新沢・滝ノ上
- 二本杉・上砂子沢・下砂小沢・神馬沢・増浦・鰄渕・入通・島ノ越

※タウンページを元にしているが全出ではない。

## 歴史

### 沿革
- 1889年（明治22年）4月1日 - 町村制施行により、近世以来の上岩川村が単独で自治体を形成。
- 1955年（昭和30年）4月1日 - 鹿渡町と合併して琴丘町が発足。同日上岩川村廃止。大字上岩川となる。
- 2006年（平成18年）3月20日 - 琴丘町が八竜町・山本町と合併して三種町が発足。

## 交通

### 道路
- 秋田県道4号能代五城目線
- 秋田県道37号琴丘上小阿仁線
- 秋田県道314号濁川上岩川線

## 施設
- 上岩川郵便局
- 岩川神社
- 琴丘入通テレビ中継局
- サンサンパークコテージ村・ぼうじゅ館

## 著名出身者
- 山崎五郎 (労働官僚)